# I Love Money
I Love Money fue un reality show estadounidense transmitido por la cadena de televisión VH1, producido por Cris Abrego y Mark Cronin, creadores de La vida surrealista. Los concursantes de Rock of Love, I Love New York, Flavor of Love y Real Chance of Love competían en una serie de retos físicos, organizados en grupos o de manera individual para ganar 250 000 dólares. El show fue presentado por Craig Jackson. La primera temporada se rodó en 2008 en el estado mexicano de Oaxaca y fue emitida a principios de ese año para Estados Unidos, mientras que fue lanzada al aire durante el primer trimestre de 2009 en VH1 Latinoamérica. La segunda temporada, denominada I Love Money 2, fue estrenada el 2 de febrero de 2009 y grabada en la localidad de Huatulco, en la misma provincia mexicana de Oaxaca. La tercera temporada fue cancelada definitivamente y la cuarta se emitió en VH1, pero puede que se emita en otro canal o en otros países. Estas dos últimas temporadas fueron grabadas en las paradisíacas playas de Manzanillo, en la provincia de Colima en México.

## Temporadas
| Temporada        | Inicio                   | Final                  | Reunión               | Ganador                  | Finalista                                             | Número de Participantes | Número de Episodios |
| ---------------- | ------------------------ | ---------------------- | --------------------- | ------------------------ | ----------------------------------------------------- | ----------------------- | ------------------- |
| Temporada Uno    | 6 de julio de 2008       | 5 de octubre de 2008   | 12 de octubre de 2008 | Nicole Alexander "Hoopz" | Joshua Gallander "Whiteboy"                           | 17                      | 14                  |
| Temporada Dos    | 2 de febrero de 2009     | 4 de mayo de 2009      | 12 de mayo de 2009    | Angela Pitts "Myammee"   | George Weisgerber "Tailor Made"                       | 19                      | 15                  |
| Temporada Tres   | Cancelado                | Cancelado              | Cancelado             | Ryan Jenkins             | Pauly Michaeli "Weasel"                               | 17                      | 13                  |
| Temporada Cuatro | 16 de septiembre de 2010 | 1 de diciembre de 2010 | TBA                   | Mindy Hall               | Chris Cassanova "Brooklyn" & Kamille Leai "Hot Wings" | 18                      | 12                  |

## I Love Money
En la primera temporada, los concursantes fueron seleccionados de las dos primeras temporadas de Flavor of Love, las dos primeras temporadas de Rock of Love, y la primera temporada de I Love New York. Compitieron por una serie de pruebas físicas y mentales y el ganador se llevó a casa 250,000 dólares. La producción comenzó en febrero del 2008 y terminó en marzo del mismo año. El show, presentado por Craig J. Jackson, se estrenó el 6 de julio de 2008. El finalista fue Joshua "Whiteboy" Gallander y la ganadora de la primera temporada Nicole "Hoopz" Alexander.
| Concursante     | Nombre Real        | Temporada Original | Equipo     | Eliminado             |
| --------------- | ------------------ | ------------------ | ---------- | --------------------- |
| Hoopz           | Nicole Alexander   | Flavor of Love     | Dorado     | GANADORA              |
| Whiteboy        | Joshua Gallander   | I Love New York    | Dorado     | Episodio 13 (2ºLugar) |
| Megan           | Megan Hauserman    | Rock of Love 2     | Verde      | Episodio 13 (3ºLugar) |
| Real            | Ahmad Givens       | I Love New York    | Verde      | Episodio 13 (4ºLugar) |
| Pumkin          | Brooke Thompson    | Flavor of Love     | Dorado     | Episode 11            |
| Toastee         | Jennifer Toof      | Flavor of Love 2   | Dorado     | Episodio 10-11        |
| Brandi C        | Brandi Cunningham  | Rock of Love       | Verde      | Episodio 10           |
| The Entertainer | Frank Maresca      | I Love New York 2  | Dorado     | Episodio 10           |
| Heather         | Heather Chadwell   | Rock of Love       | Dorado     | Episodio 9            |
| 12 Pack         | David Amerman      | I Love New York    | Dorado     | Episodio 8            |
| Rodeo           | Cindy Steedle      | Rock of Love       | Dorado     | Episodio 7            |
| Chance          | Kamal Givens       | I Love New York    | Verde      | Episodio 6            |
| Destiney        | Destiney Sue Moore | Rock of Love 2     | Verde      | Episodio 5            |
| Mr. Boston      | Lee Marks          | I Love New York    | Verde      | Episodio 4            |
| Heat            | Jason Rosell       | I Love New York    | Verde      | Episodio 3            |
| Nibblz          | Domenique Majors   | Flavor of Love 2   | Dorado     | Episodio 2            |
| Midget Mac      | Torrey Samuels     | I Love New York 2  | Sin Equipo | Episodio 1            |

## I Love Money 3
I Love Money 3 es la tercera temporada del reality y estaba prevista para enero de 2010, contaba con participantes de Rock of Love, Flavor of Love, Megan Wants a Millionaire, Real Chance of Love, Daisy of Love, I Love New York y For the Love of Ray J. Sin embargo, fue cancelada debido al homicidio de la modelo de trajes de baño Jasmine Fiore y posteriormente por el suicidio de Ryan Jenkins (participante del programa). Jenkins era el principal sospechoso del asesinato. El show nunca salió al aire y fue cancelado junto con el de Megan Hauserman, "Megan Wants a Millionaire".
| Concursante | Nombre Real                                 | Temporada Original        | Equipo     | Eliminado             |
| ----------- | ------------------------------------------- | ------------------------- | ---------- | --------------------- |
| Ryan        | Ryan Jenkins                                | Megan Wants a Millionaire | Dorado     | GANADOR               |
| Weasel      | Pauly Michaeli                              | Daisy of Love             | Verde      | Episodio 13 (2ºLugar) |
| Cocktail    | Joanna Hernández                            | For the Love of Ray J     | Dorado     | Episodio 13 (3ºLugar) |
| Bubbles     | Bianca Sloof                                | Real Chance of Love       |            | Episodio 13 (4ºLugar) |
| Wolf        | Greg Harris                                 | I Love New York 2         | Dorado     | Episodio 9            |
| Lacey       | Lacey Conner                                | Rock of Love              | Dorado     | Episodio 11           |
| Cashmere    | Leah Minor                                  | For the Love of Ray J     | Verde      | Episodio 10           |
| Lil Hood    | Chelsey Fatula / Married Name Chelsey Voogt | For the Love of Ray J     | Dorado     | Episodio 9            |
| Buckey      | Shay Jonhson                                | Flavor of Love 2          | Dorado     |                       |
| Pretty      | Wyatt McCullum                              | I Love New York 2         |            | Episodio 8            |
| Fox         | Daniel Alfonso                              | Daisy of Love             |            | Episodio 7            |
| Professor   | Brandon Cabeza                              | Daisy of Love             | Verde      | Episodio 6            |
| Big Rig     | Jeremiah Riggs                              | Daisy of Love             | Dorado     | Episodio 5            |
| Deelishis   | Shandra Davis                               | Flavor of Love 2          |            | Episodio 4            |
| Joe         | Joe Pascolla                                | Megan Wants a Millionaire | Verde      | Episodio 3            |
| Sinister    | Derrick Tribett                             | Daisy of Love             | Dorado     | Episodio 2            |
| Marcia      | Marcia Alves                                | Rock of Love Bus          | Sin Equipo | Episodio 1            |

## I Love Money 4
Este programa contaba con personajes de diferentes realities de Vh1 y 51 Minds como Real Chance of Love, Daisy of Love, Rock of Love, I Love New York, Megan Wants a Millionaire y For the Love of Ray J. En abril del 2010 fue cancelado por VH1 debido a todos los problemas que habían pasado con la temporada anterior, y no podía haber un "I Love Money 4" sin una tercera temporada, por ende, la televisora lo canceló también. En el mismo mes, Endemol, empresa que financiaba el show, publicó su catálogo del 2010 en el que figuraba este show como uno de los que estaba en venta para el exterior. El 13 de agosto de 2010, se publicó el tráiler del show en la página de Endemol, donde posteriormente fue colgado en Youtube. Semanas después se anunció que sería presentado en VH1 US, el 16 de septiembre de 2010. 
| Concursante   | Nombre Real           | Temporada Original        | Equipo     | Eliminado              |
| ------------- | --------------------- | ------------------------- | ---------- | ---------------------- |
| Mindy         | Mindy Hall            | Rock of Love Bus          | Verde      | Ganadora               |
| Brooklyn      | Christopher Cassanova | Daisy of Love             | Dorado     | Episodio 12 (2º lugar) |
| Hot Wings     | Kamille Leai          | Real Chance of Love 2     | Dorado     | Episodio 12 (3º lugar) |
| Punisher      | Sharay Hayes          | Megan Wants a Millionaire | Dorado     | Episodio 12 (4º lugar) |
| 6 Gauge       | Chris Kummer          | Daisy of Love             | Verde      | Episodio 11            |
| Brittanya     | Brittanya O'Campo     | Rock of Love Bus          | Dorado     | Episodio 11            |
| Francisco     | Francisco Baserva     | Megan Wants a Millionaire | Verde      | Episodio 10            |
| Cornfed       | Abbi La Nay Noah      | Real Chance of Love       | Verde      | Episodio 9             |
| Garth         | Garth McKeown         | Megan Wants a Millionaire | Dorado     | Episodio 9             |
| Sassy         | Gabrielle Carey       | Real Chance of Love 2     | Dorado     | Episodio 8             |
| Blonde Baller | Kip Force             | Real Chance of Love 2     | Dorado     | Episodio 7             |
| Feisty        | Elizabeth Mendez      | For the Love of Ray J     | Verde      | Episodio 6             |
| Chi Chi       | Branden Mathena       | Daisy of Love             | Verde      | Episodio 5             |
| Marcia        | Marcia Alves          | Rock of Love Bus          | Verde      | Episodio 4             |
| Alex          | Alex Netto            | Megan Wants a Millionaire | Verde      | Episodio 3             |
| 20 Pack       | Nico Vásquez          | I Love New York 2         | Dorado     | Episodio 2             |
| Mamacita      | Michelle Cruz         | Real Chance of Love 2     | Sin Equipo | Episodio 1             |
| Cheezy        | Mathew Levy           | I Love New York 2         | Sin Equipo | Episodio 1             |